# 29. junij
29. junij je 180. dan leta (181. v prestopnih letih) v gregorijanskem koledarju. Ostaja še 185 dni.

## Dogodki
- 1613 – v požaru zgori gledališče Globe Theatre v Londonu
- 1864 – 99 ljudi izgubi življenje v najhujši kanadski železniški nesreči pri kraju St-Hilaire
- 1895 – pripadniki ruske sekte Duhobor protestno zažgejo orožje
- 1913 – zaradi sporov glede delitve Makedonije se začne druga balkanska vojna
- 1916 – Avstrijska vojska na soški fronti prvič uporabi strupeni plin klor
- 1917 – slovenski izseljenci v ZDA sprejmejo čikaško izjavo
- 1927 – preizkušen propeler s spremenljivim naklonom
- 1937 – Joseph-Armand Bombardier prejme patent za gosenično snežno vozilo
- 1942 – partizani pri Verdu napadejo vlak in osvobodijo 332 taboriščnikov na poti v Gonars
- 1944 – Domobranci na Kongresnem trgu priredijo protikomunistično zborovanje proti NOB
- 1976 – Sejšeli postanejo neodvisna država
- 2017 – Arbitražno sodišče v Haagu odloči o kopenski in pomorski meji med Slovenijo in Hrvaško

## Rojstva
- 1136 – Petronila Aragonska, kraljica Aragonije in grofica Barcelone († 1173)
- 1227 – Hodžo Tokijori, japonski regent († 1263)
- 1318 – Jusuf I., granadski emir († 1354)
- 1326 – Murat I., sultan Osmanskega cesarstva († 1389)
- 1793 – Josef Ressel, češki gozdar, izumitelj († 1857)
- 1797 – Friderik Baraga, slovenski škof, misijonar, raziskovalec, Božji služabnik († 1868)
- 1798 – Giacomo Leopardi, italijanski pesnik († 1837)
- 1801 – Claude Frédéric Bastiat, francoski ekonomist († 1850)
- 1818 – Pietro Angelo Secchi, italijanski duhovnik, astrofizik († 1878)
- 1858 – George Washington Goethals, ameriški častnik, gradbenik († 1928)
- 1868 – George Ellery Hale, ameriški astronom († 1938)
- 1873 – Leo Frobenius, nemški etnolog († 1938)
- 1879 – Zsigmond Móricz, madžarski pisatelj († 1942)
- 1880 – Ludwig Beck, nemški general († 1944)
- 1886 – Robert Schuman, francoski politik († 1963)
- 1900 – Antoine de Saint-Exupéry, francoski pilot, pisatelj († 1944)
- 1908 – Leroy Anderson, ameriški skladatelj († 1975)
- 1910 – Frank Loesser, ameriški skladatelj († 1969)
- 1911 – Bernard Herrmann, ameriški skladatelj († 1975)
- 1941 – Stokely Carmichael - Kwame Ture, ameriški aktivist za človekove pravice († 1998)
- 1952 – Don Carlos, jamajški pevec reggaeja, glasbenik
- 1963 – Anne-Sophie Mutter, nemška violinistka
- 1972 – Samantha Reed Smith, ameriška mirovna aktivistka († 1985)

## Smrti
- 226 –  Cao Pi, prvi cesar Cao Veja (* ok. 187)
- 1045 – Ema Krška, slovenska plemkinja, svetnica (* ok. 983)
- 1153 – Olafr Godredsson, kralj otoka Man in Hebridov (* ok. 1080)
- 1252 – Abel Danski, schleswiški vojvoda, kralj Danske (* 1218)
- 1315 – Ramon Llull, španski (katalonski) teolog in filozof (* 1232)
- 1336 – Friderik I., markiz Saluzza (* 1287)
- 1725 – Arai Hakuseki, japonski konfucijanski filozof in politik (* 1657)
- 1744 – André Campra, francoski skladatelj (* 1660)
- 1855 – John Gorrie, ameriški zdravnik, izumitelj, človekoljub (* 1803)
- 1861 – Elizabeth Barrett Browning, angleška pesnica (* 1806)
- 1873 – Michael Madhusudan Datta, indijski pesnik, dramatik (* 1824)
- 1874 – Anton Frederik Tscherning, danski reformator vojske (* 1795)
- 1895 – Thomas Henry Huxley, angleški biolog (* 1825)
- 1936 – Janoš Slepec, madžarski slovenski katoliški duhovnik, zgodovinopisec in novinar (* 1872)
- 1940 – Paul Klee, švicarski slikar (* 1879)
- 1941 – Ignacy Jan Paderewski, poljski pianist, skladatelj, politik (* 1860)
- 1948 –  Ciril Kotnik, slovenski diplomat (* 1895)
- 1967 – Jayne Mansfield, ameriška filmska igralka (* 1933)
- 1977 – Magda Wolff - Magda Lupescu, romunska avanturistka (* 1896)
- 1991 – Henri Lefebvre, francoski filozof in sociolog (* 1901)
- 1993 – Hector Lavoe, portoriški pevec salse (* 1946)
- 1994 – Kurt Peter Eichhorn, nemški dirigent (* 1908)
- 1995 – Lana Turner, ameriška filmska igralka (* 1921)
- 1998 – Jack Rowley, angleški nogometaš (* 1920)
- 2000 – Vittorio Gassman, italijanski dramski in filmski igralec (* 1922)
- 2002:
  - Rosemary Clooney, ameriška pevka (* 1928)
  - Ole-Johan Dahl, norveški računalnikar (* 1931)
- 2003 – Katharine Hepburn, ameriška filmska igralka (* 1907))
- 2004 – Stipe Šuvar, hrvaški politik (* 1936)
- 2007 – msgr. Alojzij Šuštar, ljubljanski nadškof in metropolit (* 1920)

## Prazniki in obredi
- sv. Peter in Pavel - praznik v Rimskokatoliški in v pravoslavnih Cerkvah (v Cerkvah, ki uporabljajo še stari pravoslavni koledar, je ta praznik 12. julija)
- Sveti Peter in Pavel - svečani praznik v nekaterih državah, npr.: Italija (sv. Peter in Pavel sta zaščitnika mesta Rim)